# Liste der Kunstwerke im öffentlichen Raum in Wien/Simmering
Diese Liste der Kunstwerke im öffentlichen Raum in Simmering enthält die im „Wien Kulturgut“ (digitalen Kulturstadtplan der Stadt Wien) gelisteten Kunstwerke im öffentlichen Raum (Public Art) im Bezirk Simmering.
Gedenktafeln sind in der Liste der Gedenktafeln und Gedenksteine in Wien/Simmering angeführt.

## Kunstwerke
| Foto  |                 | Name                                                                                                   | Typ                                      | Standort                                                                            | Künstler                  | Datierung     | Beschreibung | Metadaten |
| ----- | --------------- | --- | ---------------------------------------- | ----------------------------------------------------------------------------------- | ------------------------- | ------------- | --- | --- |
| ja BW | Datei hochladen | Bildstock (Marterl) ID: 71755                                                                          | Sakrale Kleindenkmäler                   | Albern, Hagenallee, Damm Standort                                                   |                           | 1930          | Tabernakelartiger Steinpfeiler mit Reliefdarstellung eines Engels mit Schriftrolle | Standort: Von Alberner Hafenstraße rechts, vom Damm ca. 200 m                                                                                           |
| ja    | Datei hochladen | Gedenkstein zur Erinnerung an die 1938 zerstörte Synagoge ID: 71738                                    | Denkmäler                                | Braunhubergasse 7 / Hugostraße Standort                                             | Leopold Grausam, jun.     | 2003          | Gedenkstein aus Mauthausner Granit | |
| ja    | Datei hochladen | Keramikobelisk „Der Turm“ ID: 42459                                                                    | Profanplastiken/Kunst am Bau freistehend | Delsenbachgasse 12 Standort                                                         | Andrea Schrittwieser      |               | farbig glasierte Keramikplastik | Standort: Kindertagesheim |
| ja    | Datei hochladen | Brunnenplastik: Nixchen ID: 78292                                                                      | Profanplastiken/Kunst am Bau freistehend | Drischützgasse 5/Ehamgasse 4 Standort                                               | Anton Endstorfer          | 1926          | Steinfiguren: Kind mit Seepferdchen | Standort: Josef-Scheu-Hof |
| ja    | Datei hochladen | Sefrit-Kreuz ID: 45001 HERIS-ID: 61676 Objekt-ID: 74128                                                | Sakrale Kleindenkmäler                   | Enkplatz, vor Enkplatz 1 Standort                                                   |                           | 1632          | Es ist ein hoher Vierkantpfeiler mit vertieften Rundbogen- und Rechteckfeldern, in der vorderen Nische befindet sich ein Kruzifix. Die Inschrift bezieht sich auf den Stifter. | Standort: In der Grünfläche vor der Neusimmeringer Pfarrkirche Zur unbefleckten Empfängnis                                                              |
| BW    | Datei hochladen | Vogeltränke „Hirt mit Hund und Schafen“ ID: 42537                                                      | Profanplastiken/Kunst am Bau freistehend | Enkplatz 4 Standort                                                                 | Hilde Uray                |               | Natursteinplastik | Standort: Volks- und Hauptschule |
| ja    | Datei hochladen | Widerstand ID: 42279                                                                                   | Profanplastiken/Kunst am Bau freistehend | Etrichstraße / zwischen Hoefftgasse und Valiergasse Standort                        | Karl Sukopp               | 1972          | Bronzeplastik | Standort: Wohnhausanlage, Bt. 1 |
| ja    | Datei hochladen | Weißes Kreuz ID: 45181 HERIS-ID: 62127 Objekt-ID: 74649                                                | Sakrale Kleindenkmäler                   | Etrichstraße 34 / Mühlsangergasse, gegenüber Muhrhoferweg Standort                  |                           | Ende 17. Jh.  | Bildstock mit tabernakelartigem Aufbau und zwiebelturmartiger Bekrönung | Standort: Auf der Freifläche vor dem Neubau |
| ja    | Datei hochladen | 2-teilige Steinplastik „Wellen-Brandung“ ID: 78294                                                     | Profanplastiken/Kunst am Bau freistehend | Florian-Hedorfer-Straße 5, Simmeringer Bad Standort                                 | Wolfgang Haidinger        | ca. 1978      | sich gegenüberstehende in Stein abstrakt nachgebildete Wellen | Standort: vor dem Eingang zum Bad |
| ja    | Datei hochladen | Meditatives Zentrum ID: 41614                                                                          | Profanplastiken/Kunst am Bau freistehend | Florian-Hedorfer-Straße 22 Standort                                                 | Mathias Hietz             | 1972          | Natursteinplastik | Standort: Schule |
| ja    | Datei hochladen | Trojanisches Pferd ID: 42000                                                                           | Profanplastiken/Kunst am Bau freistehend | Florian-Hedorfer-Straße 30/Stg.7 / Bleriotg. Standort                               | Susanne Peschke-Schmutzer | 1970          | Spielplastik aus Kunststein mit Mosaik | Standort: Wohnhausanlage |
| ja    | Datei hochladen | Kruzifix ID: 45177                                                                                     | Sakrale Kleindenkmäler                   | Gadnergasse 39, Ecke Kunitschgasse 6 Standort                                       |                           |               | Holzkreuz mit dreieckigem Dach und bemaltem Blechkorpus | Standort: Gegenüber in der Grünfläche, direkt an der Bahn                                                                                               |
| ja    | Datei hochladen | Pelikane für Zierbrunnen ID: 78311                                                                     | Profanplastiken/Kunst am Bau freistehend | Geiselbergstraße 62-64 Standort                                                     | Alfred Hofmann            | 1926          | Steinbrunnen mit Pelikanfiguren aus Bronze | Standort: Widholz-Hof |
| ja    | Datei hochladen | Hl. Johannes von Nepomuk-Breitpfeiler Vulgo: Johannesstöckl ID: 61474 HERIS-ID: 61825 Objekt-ID: 74302 | Sakrale Kleindenkmäler                   | Vor Hauffgasse 30, Ecke Am Kanal, nahe der Mündung in die Geiselbergstraße Standort |                           | Ende 19. Jh.  | In einem Breitpfeiler mit Dreiecksgiebel-Zeltdach mit bekrönendem Kreuz, befindet sich eine Rundbogennische mit gotisierendem Kielbogen und Kreuzblume in der sich die Heiligenfigur mit Kruzifix und Märtyrerpalme aus dem 18. Jh. befindet. | Standort: Auf kleinem Vorplatz, direkt bei der Bahnunterführung                                                                                         |
| ja    | Datei hochladen | Märchenbrunnen ID: 78314 HERIS-ID: 62049 Objekt-ID: 74566                                              | Profanplastiken/Kunst am Bau freistehend | Herderplatz/Gottschalkgasse Standort                                                | Franz Sautner             | 1931          | Steinbrunnen mit einer Nixenfigur, die eine Muschel hält und sich auf einen Felsbrocken lehnt | Standort: Herderpark |
| ja    | Datei hochladen | Plastik „Kind mit Bär“ ID: 41638                                                                       | Profanplastiken/Kunst am Bau freistehend | Hugogasse 20 Standort                                                               | Alfred Hofmann            | 1956          | Kunststeinplastik | Standort: Wohnhausanlage |
| ja    | Datei hochladen | Meditationsstein ID: 41063                                                                             | Profanplastiken/Kunst am Bau freistehend | Kaiser-Ebersdorfer Straße 176 Standort                                              | Karl Prantl               | 1981          | Labradoritstein | Standort: Wohnhausanlage |
| ja    | Datei hochladen | Gnadenstuhl ID: 45180 HERIS-ID: 41071 Objekt-ID: 41438                                                 | Sakrale Kleindenkmäler                   | Kaiser-Ebersdorfer Straße 271 Standort                                              |                           | um 1700       | Der Gnadenstuhl wurde sekundär über dem Portal angebracht, seitlich befinden sich Pinienzapfen. | Standort: Über dem Hofportal |
| ja    | Datei hochladen | Georgskapelle ID: 45178 HERIS-ID: 62031 Objekt-ID: 74544                                               | Sakrale Kleindenkmäler                   | Vor Kaiser-Ebersdorfer Straße 306, Ecke Mailergasse 1 Standort                      |                           | 1763          | Die dreiseitige Kapelle hat an der Vorderseite eine große Rundbogennische mit Ziergitter, darin befinden sich eine schmale Altarmensa und ein kleines Holzkreuz. Über dem Traufgesims sind Volutengiebel mit Figuren (Mitte: Hl. Georg, links: Hl. Sebastian, rechts: Hl. Florian). In einer weiteren Nische an der hinteren Seite befindet sich ein hl. Antonius.                         | Standort: In der Grünanlage |
| ja    | Datei hochladen | Bildstock „Hl. Christophorus“ ID: 71758                                                                | Sakrale Kleindenkmäler                   | Kaiser-Ebersdorfer Straße / Zinnergasse Standort                                    |                           | 1999          | Gemauerter Pfeiler mit Inschriftentafel, dem Heiligen Christophorus geweiht | Standort: Hans-Paulas-Park |
| ja    | Datei hochladen | „L-Skulptur“ L1 ID: 42738                                                                              | Profanplastiken/Kunst am Bau freistehend | Leberberg – Leberweg / Josef-Haas-Gasse 2 Standort                                  | Leo Zogmayer              |               | Geschweißte und lackierte Stahlskulpturen | Standort: 5 „L-Skulpturen“ am Leberberg |
| ja    | Datei hochladen | „L-Skulptur“ L2 ID: 79879                                                                              | Profanplastiken/Kunst am Bau freistehend | Leberberg – Leberweg / Rosa-Jochmann-Ring 3 Standort                                | Leo Zogmayer              |               | Geschweißte und lackierte Stahlskulpturen | Standort: 5 „L-Skulpturen“ am Leberberg |
| ja    | Datei hochladen | „L-Skulptur“ L3 ID: 79882                                                                              | Profanplastiken/Kunst am Bau freistehend | Leberberg – Svetelskygasse 8 Standort                                               | Leo Zogmayer              |               | Geschweißte und lackierte Stahlskulpturen | Standort: 5 „L-Skulpturen“ am Leberberg |
| ja    | Datei hochladen | „L-Skulptur“ L4 ID: 79885                                                                              | Profanplastiken/Kunst am Bau freistehend | Leberberg – Am Hofgartel 1 Standort                                                 | Leo Zogmayer              |               | Geschweißte und lackierte Stahlskulpturen | Standort: 5 „L-Skulpturen“ am Leberberg |
| ja    | Datei hochladen | „L-Skulptur“ L5 ID: 79887                                                                              | Profanplastiken/Kunst am Bau freistehend | Leberberg – Am Hofgartel 10/Stg. 7 / Kosteleckyweg Standort                         | Leo Zogmayer              |               | Geschweißte und lackierte Stahlskulpturen | Standort: 5 „L-Skulpturen“ am Leberberg |
| ja    | Datei hochladen | Anton-Stilling-Denkmal ID: 71740                                                                       | Denkmäler                                | Lorystraße / Fickeystraße Standort                                                  |                           | 2003          | Steinbüste von Anton Stilling, des Pfarrers von Hasenleiten | |
| ja    | Datei hochladen | Knabengruppe Vulgo: Vier Knaben ID: 42504 HERIS-ID: 61719 Objekt-ID: 74188                             | Profanplastiken/Kunst am Bau freistehend | Lorystraße 35-37 Standort                                                           | Rudolf Schwaiger          | 1960          | Plastik aus Konglomeratstein | Standort: Wohnhausanlage |
| BW    | Datei hochladen | Farbige Komposition ID: 41133                                                                          | Profanplastiken/Kunst am Bau freistehend | Lorystraße 57 Standort                                                              | Barbara Bartrix-Ziegler   | 1974/77       | Windschutzwand mit Glasmosaik im Hof einer Wohnhausanlage | Standort: Wohnhausanlage |
| ja    | Datei hochladen | Stehende weibliche Figur ID: 42101                                                                     | Profanplastiken/Kunst am Bau freistehend | Lorystraße 58 Standort                                                              | Fritz Pilz                |               | Natursteinplastik | Standort: Wohnhausanlage |
| ja    | Datei hochladen | Zaun „Plastikenzaun“ ID: 41374 HERIS-ID: 63472 Objekt-ID: 76137                                        | Profanplastiken/Kunst am Bau freistehend | Mautner-Markhof-Gasse 10 / Hutterergasse Standort                                   | Kurt Goebel               | 1967          | Skulptur aus Dolomit | Standort: Wohnhausanlage zwischen den Blöcken 25+26 und 19+20 Zugang auch möglich über 11., Simmeringer Hauptstraße 93 – Cafe Biedermeier (U3 Enkplatz) |
| ja    | Datei hochladen | Türkenlager 1683 ID: 41798 HERIS-ID: 48100 Objekt-ID: 51490                                            | Profanplastiken/Kunst am Bau freistehend | Mautner-Markhof-Gasse 10 / Hutterergasse Standort                                   | Heinz Leinfellner         |               | freistehende Sandsteinreliefwand | Standort: Wohnhausanlage – Zugang auch möglich über 11., Simmeringer Hauptstraße 93 – Cafe Biedermeier (U3 Enkplatz)                                    |
| ja    | Datei hochladen | Hl. Johannes von Nepomuk ID: 45003                                                                     | Sakrale Kleindenkmäler                   | Mautner-Markhof-Gasse 63 Standort                                                   |                           | um 1800       | In einer Nische an der Hausfassade befindliche Figur des hl. Johannes Nepomuk mit Kruzifix und Sternenkranz um das Haupt | Standort: In Fassadennische |
| ja    | Datei hochladen | Rat der Alten ID: 41563                                                                                | Profanplastiken/Kunst am Bau freistehend | Miltnerweg 9-13 Standort                                                            | Franz Xaver Hauser        | 1973          | Plastik aus Lindabrunner Konglomerat | Standort: Wohnhausanlage, Stg. 4 |
| ja    | Datei hochladen | Sphärisch-kreatürlich (Figur 67) ID: 41624                                                             | Profanplastiken/Kunst am Bau freistehend | Mitterweg / Florian-Hedorfer-Straße / Lindenbauergasse Standort                     | Oskar Höfinger            | 1970          | Natursteinplastik | Standort: Wohnhausanlage |
| ja    | Datei hochladen | Plastik „Figur“ ID: 41304                                                                              | Profanplastiken/Kunst am Bau freistehend | Molitorgasse 15 Standort                                                            | Franz Anton Coufal        |               | Marmorplastik | Standort: Wohnhausanlage |
| ja    | Datei hochladen | Pinguin auf Wasserball ID: 41926                                                                       | Profanplastiken/Kunst am Bau freistehend | Muhrhoferweg 7 / Stg. 13 Standort                                                   | Christine Nowotny         | 1972          | Brunnenplastik aus bemaltem Kunststein | Standort: Wohnhausanlage, Bt. 1 Süd |
| ja    | Datei hochladen | Aufragende Form ID: 41764                                                                              | Profanplastiken/Kunst am Bau freistehend | Muhrhoferweg 13/Stg. 18 / Valiergasse Standort                                      | Hans Knesl                | 1970          | Natursteinplastik | Standort: Wohnhausanlage, Bt. 1 |
| ja    | Datei hochladen | Hl. Johannes von Nepomuk ID: 45179 HERIS-ID: 62074 Objekt-ID: 74592                                    | Sakrale Kleindenkmäler                   | Münnichplatz Standort                                                               |                           |               | Figur des hl. Johannes Nepomuk mit Kruzifix unter einem geschwungenen Metallbaldachin | Standort: An der Hauptfront der Kaiserebersdorfer Pfarrkirche St. Peter und Paul                                                                        |
| ja    | Datei hochladen | Kriegerdenkmal ID: 45002 HERIS-ID: 62123 Objekt-ID: 74644                                              | Denkmäler                                | Neben Mannswörther Straße 41, Ecke Sendnergasse 112 Standort                        | Fritz Meixner             |               | Auf einem querrechteckigen Sockel befindet sich links die Figur eines toten Kriegers mit Gewehr, rechts eine Kanone, darüber auf einem Felsen Christus mit ausgebreiteten Armen. | |
| ja    | Datei hochladen | Spielende Löwen ID: 41658 HERIS-ID: 48087 Objekt-ID: 51477                                             | Profanplastiken/Kunst am Bau freistehend | Rinnböckstraße 16-18 Standort                                                       | Alfred Hrdlicka           | 1961          | Kalksteinplastik | Standort: Wohnhausanlage |
| ja    | Datei hochladen | Plastik „Vogelgruppe“ ID: 78322                                                                        | Profanplastiken/Kunst am Bau freistehend | Rinnböckstraße 47 Standort                                                          | Peter Weihs               |               | bunt glasierte Keramikplastik in einem Käfig | Standort: im Kindergarten |
| ja    | Datei hochladen | Plastik „weibliche Figur – Flora“ ID: 41403 HERIS-ID: 61034 Objekt-ID: 73434                           | Profanplastiken/Kunst am Bau freistehend | Rinnböckstraße 49 – 53 / Zipperergasse 16 – 22 Standort                             | Edwin Grienauer           | 1954          | Natursteinplastik | Standort: Wohnhausanlage |
| ja    | Datei hochladen | Plastik „Familie“ ID: 41533                                                                            | Profanplastiken/Kunst am Bau freistehend | Römersthalgasse 9-17 Standort                                                       | Hannes Haslecker          |               | Natursteinplastik | Standort: Wohnhausanlage |
| ja    | Datei hochladen | Architekturstein homo ID: 41979                                                                        | Profanplastiken/Kunst am Bau freistehend | Rzehakgasse 9 / Pantucekgasse Standort                                              | Hans Muhr                 | 1972          | Serpentinplastik | Standort: am Schulgelände an der Ecke der beiden Gassen. Historischer Name: „Hauptschule Haeckelplatz“                                                  |
| ja    | Datei hochladen | Metallplastik „Ohne Titel“ ID: 41067                                                                   | Profanplastiken/Kunst am Bau freistehend | Simmeringer Hauptstr. 40 Standort                                                   | Karl Anton Wolf           |               | Stahlgussplastik | Standort: Wohnhausanlage |
| ja    | Datei hochladen | Springbrunnenanlage ID: 42240                                                                          | Profanplastiken/Kunst am Bau freistehend | Simmeringer Hauptstraße 102-104 / Dommesgasse 5 Standort                            | Josef Seebacher           |               | Kunststein mit Glasmosaiken | Standort: Wohnhausanlage, Hof |
| ja    | Datei hochladen | Kriegerdenkmal 1914–1918 ID: 71752                                                                     | Denkmäler                                | Simmeringer Hauptstraße 167 Standort                                                | Franz Ritz                | 1933          | Reliefdarstellung eines abschiednehmenden Soldaten | Standort: Bei der Kirche St. Laurenz |
| ja    | Datei hochladen | Aphorismus ID: 41242                                                                                   | Profanplastiken/Kunst am Bau freistehend | Studenygasse 11 / Seeschlachtweg / Kaiser-Ebersdorfer Straße 64 Standort            | Heinrich Deutsch          |               | Kunststeinplastik | Standort: Wohnhausanlage |
| ja    | Datei hochladen | Kyklopenmauerwerk ID: 41919                                                                            | Profanplastiken/Kunst am Bau freistehend | Thürnlhofstraße 20 – 24 Standort                                                    | Arnulf Neuwirth           | 1972          | Mit Waldviertler Granit verkleidete Ziegelwand | Standort: Wohnhausanlage |
| ja    | Datei hochladen | Abstrakte Gestaltung ID: 42465                                                                         | Profanplastiken/Kunst am Bau freistehend | Thürnlhofstraße 20 – 24 Standort                                                    | Carl Unger                | 1972          | Wand mit Keramikplatten | Standort: Wohnhausanlage |
| ja    | Datei hochladen | Aggression (Opera 36) ID: 42677                                                                        | Profanplastiken/Kunst am Bau freistehend | Thürnlhofstraße 22 / Miltnerweg 18/Stg.12 / Widholzgasse / Pantucekgasse Standort   | Karl Anton Wolf           | 1968          | Stahlgussplastik | Standort: Wohnhausanlage |
| ja    | Datei hochladen | Fische ID: 42653                                                                                       | Profanplastiken/Kunst am Bau freistehend | Thürnlhofstraße 23/Stg. 12 Standort                                                 | Luise Wolf                | 1971          | Spielplastik aus bemaltem Kunststein | Standort: ganz hinten beim Feld |
| ja    | Datei hochladen | Kristallförmiger Pfeiler ID: 41520                                                                     | Profanplastiken/Kunst am Bau freistehend | Thürnlhofstraße 23/Stg. 14 Standort                                                 | Othmar Jarmer             |               | Natursteinplastik | Standort: Wohnhausanlage |
| ja    | Datei hochladen | Fabeltier ID: 42612                                                                                    | Profanplastiken/Kunst am Bau freistehend | Thürnlhofstraße 23/Stg. 21 Standort                                                 | Lieselotte Weigel         |               | Spielplastik aus Beton mit Mosaikbelag | Standort: Wohnhausanlage |
| ja    | Datei hochladen | Plastik „Öffnung“ ID: 42589                                                                            | Profanplastiken/Kunst am Bau freistehend | Unter der Kirche / Lindenbauergasse Standort                                        | Hermann Walenta           | ca. 1971      | Plastik aus Serpentin und Kunststein | Standort: Wohnhausanlage |
| ja    | Datei hochladen | Hl. Johannes von Nepomuk ID: 45176                                                                     | Sakrale Kleindenkmäler                   | Villa Mautner-Markhof, Dittmanngasse 3A Standort                                    |                           | Mitte 18. Jh. | Bei der Einfahrt in den Garten der Villa Mauthner-Markhof steht eine aus Sandstein gefertigte Figur Johannes Nepomuks. Auf dem Sockel befindet sich ein Relief des Brückensturzes. Ursprünglich war die Statue im 8. Wiener Gemeindebezirk im Hof des Hauses Neudeggergasse 10 aufgestellt. Im Zuge des Umbaus der Mautner-Markhof-Gründe zu einer Wohnsiedlung wurde die Statue entfernt. | Standort: Im Garten |
| ja    | Datei hochladen | Cholerakreuz Vulgo: Graf-Nobili-Gedenkstätte ID: 45005 HERIS-ID: 62118 Objekt-ID: 74638                | Grabmäler/Grabhaine                      | Zehngrafweg, hinter Thürnlhofstraße 19 Standort                                     |                           |               | Um ein Steinkreuz ist ein steinerner Blumenkranz gewunden. Im Kreuzmittelpunkt befindet sich ein Pfeil und eine sich in den Schwanz beißende Schlange. Es gedenkt den Choleraopfern des k.u.k. Linien-Regiments „Graf Nobili“. | Standort: Kleine Grünanlage, etwa 140 Meter von der Mündung des Zehngrafwegs in die Thürnlhofstraße entfernt                                            |